# Solsidan (kraftverk)

Solsidan är ett solcellskraftverk söder om Varberg nära Tvååker med en toppeffekt på cirka 2,7 MW och en årlig produktion på cirka 3 000 MWh.

## Beskrivning och uppförande
Parken består av 9 300 paneler med en yta på vardera 1,6 m2, totalt 15 000 m2. Hela anläggningen upptar ett markområde på 60 000 m2 (6 hektar eller cirka 10 fotbollsplaner), och tog 12 veckor att bygga. Panelerna levererades av företaget Solkompaniet. Parken togs i drift den 30 juni 2016, och invigdes högtidligt den 23 september samma år.
Anläggningens toppeffekt är cirka 2,7 MW, och beräknad årsproduktion är 3 GWh, vilket motsvarar en kapacitetsfaktor på cirka 13 procent, eller en medeleffekt på cirka 340 kW. Solcellerna är av typen monokristallina kiselceller, och har en verkningsgrad på 18 procent. När solen står som högst och inte hindras av moln är solinstrålningen mot en yta orienterad mot solen cirka 1 000 W/m2, varför maximal effekt från paneler med denna verkningsgrad blir cirka 180 W per kvadratmeter solfångaryta.
Investeringskostnaden anges till 23 MSEK. Med antagande om 30 års livslängd blir investeringskostnaden per kWh 26 öre. Till detta tillkommer sedan kostnader för drift, ränta och underhåll.

### Produktion, jämförelser
Den angivna årsproduktionen 3 GWh (3 000 000 kWh) motsvarar förbrukningen i 250 elvärmda villor (12 000 kWh/år) eller 750 lägenheter (4 000 kWh/år).
Produktionen kan också jämföras med det relativt näraliggande Ringhalsverket som har en årsproduktion på cirka 25 TWh eller 25 000 GWh, vilket motsvarar 8 000 anläggningar av Solsidans storlek.
Sveriges totala elanvändning är cirka 140 TWh/år, vilket motsvarar knappt 47 000 anläggningar av Solsidans storlek. Erforderligt markområde skulle bli 2 800 km2 eller 0,6 procent av Sveriges yta. Vid en så omfattande användning av solceller krävs betydande investeringar i infrastruktur för att kompensera för obalanser mellan produktion och efterfrågan speciellt mellan sommar och vinter.
I diagrammet nedan visas verklig produktion enligt Varberg Energi:s webbplats, samt en jämförelse med ett enkelt öppet tillgängligt prognosverktyg.

### Elproduktion, aktuell
Aktuell produktion Solsidan

### Utmärkelser
- 2016 - "Årets anläggning" av Svensk Solenergi, med motiveringen "Med sina 2,7 MW är Solsidan den just nu största solkraftsparken i Sverige. Uppförd av Varberg Energi intill en egen vindkraftspark med anslutning till regionnätet har den tillsammans med sin storlek anmärkningsvärt låga kostnader. En strategisk placering vid E6 och Västkustbanan ger den dessutom ett stort exponeringsvärde."[6]

### Klimatpåverkan
I dagsläget (2018) finns ingen svensk livscykelanalys för solceller enligt EPD-systemet, men nedan visas en redovisning av utsläpp baserad på IPCC:s Climate Change 2014: Mitigation of Climate Change. Contribution of Working Group III to the Fifth Assessment Report of the Intergovernmental Panel on Climate Change som sammanställt utsläpp av växthusgaser från elproduktion för hela livscykeln för olika anläggningar och olika produktionsmetoder.
Ur diagrammet kan vi se att solceller släpper ut 10–20 gånger mindre växthusgaser än fossil elproduktion, men har något högre utsläpp än vind- och kärnkraft. Solcellernas utsläpp kommer framförallt från olika moment i tillverkningen.

### CO2,eq-utsläpp vid olika elproduktionssätt
Diagrammet visar, för olika metoder för elproduktion, medianvärden av utsläpp av växthusgaser (gCO2,eq/kWh) från ett stort antal anläggningar och olika LCA-analyser globalt, baserat på IPCC Working Group III – Mitigation of Climate Change (2014).

OBS: För elproduktion i Sverige gäller följande siffror : Sol (PV) 25 gCO2eq/kWh, Vind 15 gCO2eq/kWh, Vatten 8 gCO2eq/kWh, Kärnkraft 4 gCO2eq/kWh.

## Markanvändning vid olika elproduktionssätt

### Solceller
Solpanelerna på Solsidans kraftverk har en yta på 15 000 m2 men tar i anspråk ett markområde på det fyrdubbla. Detta beror bland annat på att de är vinklade mot solen och måste ha visst avstånd för att inte skugga varandra, men också praktiska överväganden med fram- och åtkomlighet. Området är inhägnat och används som betesmark för får, men är i övrigt inte tillgängligt för andra ändamål. Med den angivna årsproduktionen på 3 GWh fördelad på 60 000 m2 så blir elproduktionen per yta 50 kWh/m2,år, eller 50 GWh/km2,år. I områden med mer sol än i Sverige blir produktionen högre per använd markenhet. I diagrammet nedan anges "Sol-Varberg", "Sol-Nice" samt "Sol-Fada" som visar möjlig produktion i Varberg, Nice samt Fada i nord-östra Tchad som är en av Afrikas soligaste platser. Diagrammet visar att potentiell elproduktion med solceller per solpanel kan vara upp emot dubbelt så hög vid världens mest soliga platser jämfört med Sverige.

### Vindkraft
Närområdet kring vindkraftverk kan användas för jordbruk, men är i övrigt inte tillgängligt för boende och inbjuder inte till användning som strövområde. Lillgrunds vindkraftpark är förlagd i havet, och har inte behövt ta andra hänsyn vid lokalisering än att kraftverken inte ska skugga varandra för mycket. Tillsammans med goda vindförhållanden blir denna anläggning ett exempel på jämförelsevis hög elproduktion från en given yta. Denna vindkraftpark täcker ett område på ungefär 10 km2 och har en årsproduktion på 330 GWh/år, vilket ger en elproduktion per yta på 33 kWh/m2,år, eller 33 GWh/km2,år. På land tillkommer många andra hänsyn och begränsningar, samt lägre vindhastighet, vilket kan ge lägre möjlig elproduktion per ytenhet, kanske 3 gånger mindre. Överslagsvis anges nedan "vind-låg" som en lägre exploatering och "vind-hög" som en högsta tänkbara.

### Biomassa
Skog i Sverige kan ha en medeltillväxt på mellan 5 och 10 ton torrsubstans per hektar och år. Till skillnad från sol- och vindkraft är skogen normalt tillgänglig för människor och djur även om den används som energiskog, men ett högintensivt skogsbruk kan ge konflikter med andra användningsområden. Med antagande om ett energiinnehåll på ca 5 MWh/ton och en verkningsgrad på 40 procent i ett värmekraftverk eldat med biomassa ger detta en möjlig energiproduktion på cirka 1 till 2 kWh/m2,år, eller 1 till 2 GWh/km2,år. I diagrammet nedan är "skog-låg" den lägre tillväxten, och "skog-hög" en högre tillväxt.

### Elproduktion per ytenhet (GWh/km2,år) vid olika elproduktionssätt
Diagrammet visar möjlig elproduktion per mark-ytenhet för, i tur och ordning, 1) Solparken Solsidan, 2) Solsidan placerad i Nice, 3) Solsidan placerad i Fada, NÖ Tchad, 4) Vindkraft med måttlig exploatering, 5) Vindkraft med största tänkbara exploatering, 6) Skog med lägre tillväxt, samt 7) Skog med hög tillväxt.